# 西田平站

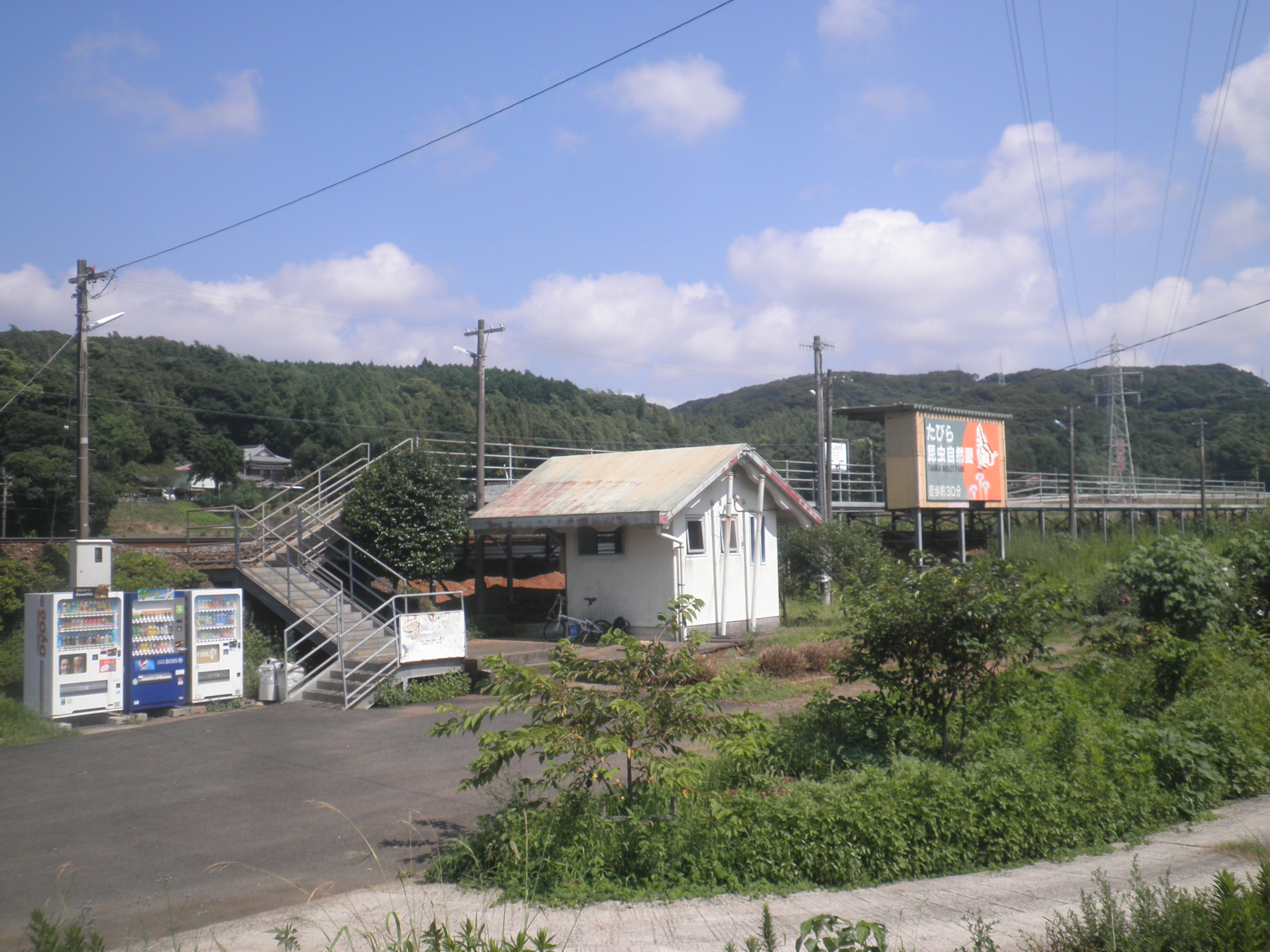
車站全景

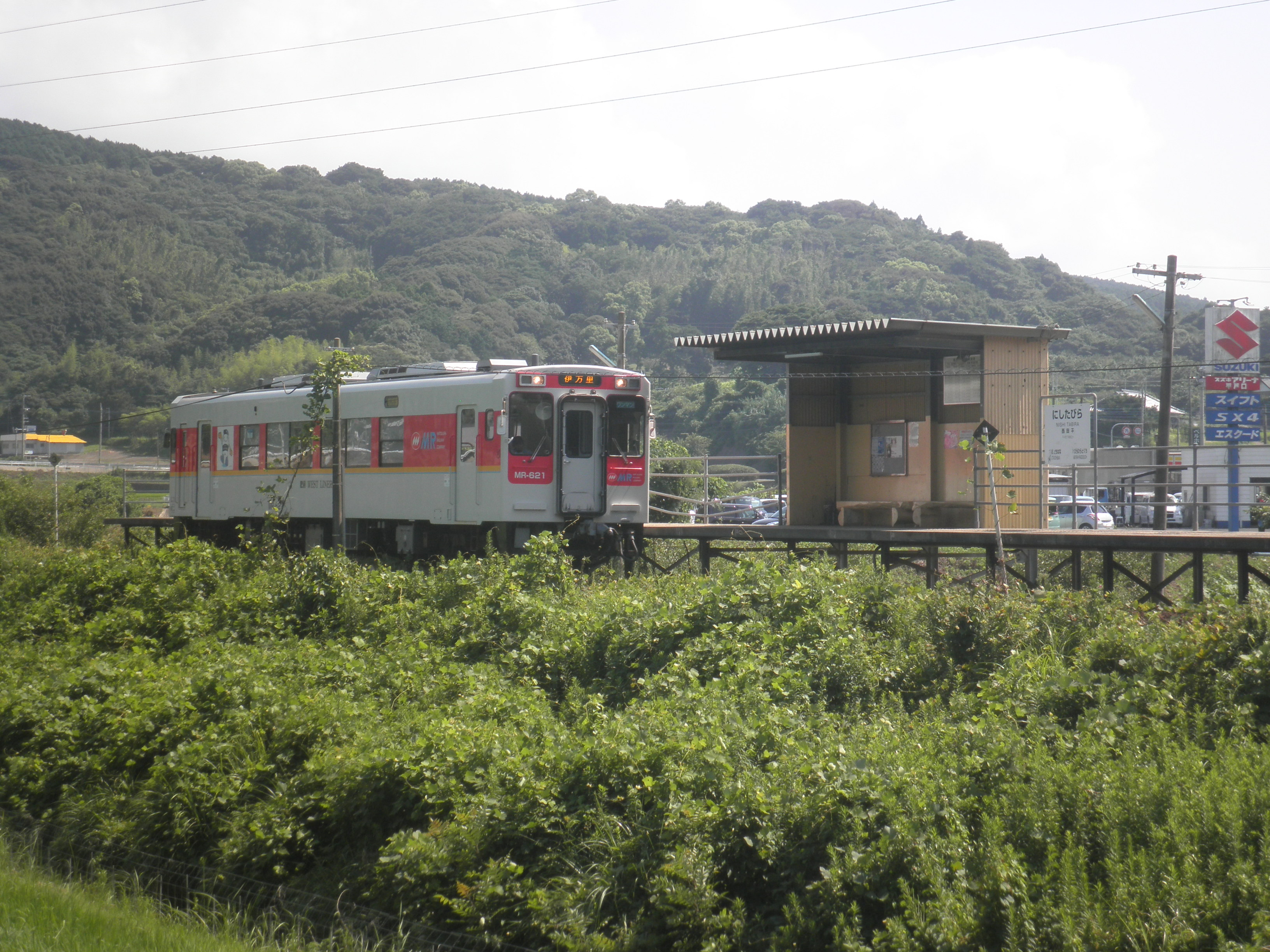
進站中的列車

西田平站（日语：／ Nishi-Tabira eki */?）是位於長崎縣平戶市田平町荻田免，松浦鐵道的西九州線車站。
此站是日本最西冠以「西」邊的車站。
此站最接近田平天主堂，而車站附近設有田平昆蟲自然園，該處自然資源豐富，因此此站設有愛稱「田平天主堂和昆蟲之里」。

## 歷史
- 1989年（平成元年）3月11日 - 車站啟用[2]。
- 2015年（平成27年）5月11日 - 車站愛稱決定為「田平天主堂和昆蟲之里」[1]。

## 車站構造
車站是一座地面車站，設有1面1線的單式月台。此站是無人車站，沒有車站大樓，只有候車室和廁所。月台是建設在路堤斜面上。月台靠近田平平戶口一端設有樓梯出入口。

## 使用狀況
以下為1日平均乘車人次列表：
| 乘車人員變化 | 乘車人員變化 |
| 年度         | 1日平均人次  |
| ------------ | ------------ |
| 1998         | 173          |
| 1999         | 202          |
| 2000         | 191          |
| 2001         | 185          |
| 2002         | 180          |
| 2003         | 199          |
| 2004         | 206          |
| 2005         | 231          |
| 2006         | 196          |
| 2007         | 240          |
| 2008         | 185          |
| 2009         | 220          |
| 2010         | 195          |

## 車站周邊
站前的國道204號中，沿路線設有拉麵店、汽車販賣店和24小時便利店。車站附近也設有章魚燒路邊攤。
在春天季節，車站周邊的農田會盛開由當地農民種植的油菜花。
- 平戶市立田平中學（日语：平戸市立田平中学校）
- 長崎縣立北松農業高等學校（日语：長崎県立北松農業高等学校）
- 田平昆蟲自然園（日语：たびら昆虫自然園）
- 田平天主堂（日语：田平天主堂）（瀨戶山天主堂）
- 西肥巴士（日语：西肥自動車）「荻田」巴士站

## 相鄰車站
松浦鐵道
西九州線
田平平戶口－西田平－末橘

## 注腳
1. 1 2   (PDF) (新闻稿). 松浦鉄道. 2015-05-11  [2021-02-13]. （原始内容存档 (PDF)于2019-03-06） （日语）.
2. ↑  鈴木文彥. . 鐵道雜誌 (鐵道雜誌社). 2012-8, 46 (8): 106–111 （日语）.
3. ↑  長崎縣統計年鑑

## 外部連結
- 西田平站時間表 （页面存档备份，存于）（日語） - 松浦鐵道